# Утилітарний туман
Утилітарний туман (або сервісний наносмог) — термін, запропонований Джоном Голом для опису гіпотетичної популяції нанороботів, що спільно виконують певну роботу.
Таким чином, наносмог являє собою певну систему, що самоорганізовується в колонію або армію нанороботів, здатних утворювати в зв'язці різні предмети різної форми.

## Концепція
Гол придумав утилітарний туман як нанотехнологічну заміну ременів безпеки в автомобілях. Роботи повинні мати мікроскопічні розміри і розсувні щупальця-маніпулятори в різних напрямках, що дозволить їм створювати тривимірні конструкції, подібні до кристалічних структур. Захвати на кінцях щупалець дозволять нанороботам (або фоглетам) за заданих умов механічно з'єднуватися один з одним і обмінюватися між собою енергією та інформацією, щоб діяти як монолітна субстанція з певними механічними і оптичними властивостями, змінюваними в широкому діапазоні значень. Кожен фоглет матиме значну обчислювальну потужність і зв'язок зі своїми сусідами.

## В науковій фантастиці
Ще 1964 року ідея рою нанороботів була описана Станіславом Лемом в його романі «Непереможний», дія якого відбувається на планеті з екологічною системою, представленою нанороботами. З того часу деякі наукові фантасти досліджували можливі наслідки цієї передової технології, наприклад, Майкл Крайтон у романі «Рій» (Prey, 2002) і Ханну Раяніємі в романі «Квантовий злодій» (The Quantum Thief, 2010).